# Дьюи Читатель Книг
Дьюи Читатель Книг (англ. Dewey Readmore Books; 18 ноября 1987 — 29 ноября 2006) — библиотечный кот публичной библиотеки Спенсера, штат Айова. В январе 1988 года его бросили в ящик для возврата библиотечных книг, библиотека приютила его, и вскоре после этого он привлёк внимание местных жителей своей историей.
Вскоре его известность вышла на национальный и международный уровень, и он был показан в различных средствах массовой информации, включая радиопрограмму Пола Харви «Остальная история» и японский документальный фильм о кошках. Его история стала настолько известна, что после его смерти в декабре 2006 года его некролог был опубликован более чем в 270 газетах по всему миру. Смотритель Дьюи, главный библиотекарь Вики Майрон, опубликовала книгу о жизни Дьюи в 2008 году под названием «Дьюи: Кот из маленькой библиотеки, который тронул мир», которая стала бестселлером документальной литературы New York Times и была переведена на множество языков. Майрон адаптировала её для двух детских версий, написала продолжение «Девять жизней Дьюи» (2010) и опубликовала третью детскую книгу «Рождество Дьюи в библиотеке».

## Ранняя жизнь
18 января 1988 года библиотекарь публичной библиотеки города Спенсер в штате Айова Вики Майрон обнаружила восьминедельного котёнка мужского пола, которого прошлой ночью оставили в ящике для возврата библиотечных книг. Майрон вылечила страдавшее от обморожения животное, и назвала его Дьюи в честь изобретателя системы классификации библиотек Мелвила Дьюи. Библиотека решила оставить его в качестве библиотечного кота, и его история впервые получила огласку в Spencer Daily Reporter через неделю после находки. После одобрения попечительским советом библиотеки и городским советом котёнка стерилизовали и сделали необходимые прививки.
На конкурс по выбору имени кошки было подано около 400 заявок, большинство из которых поддержали сохранение имени «Дьюи». Частично вдохновлённые мультипликационным библиотечным котом из 1980-х годов Капитаном О Дж. Ридмором библиотекари добавили к его полному имени «Readmore Books», хотя его обычно называли просто «Дьюи». За исключением короткого эпизода в августе 1989 года, когда кот сбежал и пропал без вести почти на неделю после того, как дворник оставил боковую дверь открытой на ночь, Дьюи провёл всю свою жизнь в библиотеке. Ему было присвоено звание руководителя персонала, а день его рождения отмечался 18 ноября.

## Популярность
В 1990 году Майрон привела Дьюи на благотворительный конкурс фотографий домашних животных в Spencer’s Shopko, чтобы продвигать библиотеку; кот с большим перевесом выиграл конкурс, получив более 80 % голосов. Победа была освещена в The Des Moines Register, что привело к увеличению общественной огласки на местном и государственном уровне в печати и на телевидении, и библиотека больше не предпринимала усилий для повышения известности кота за пределами местного района. Появление в июньско-июльском выпуске журнала Country за 1990 год сделало историю Дьюи общенациональной, после чего одиннадцать человек заявили, что они были теми, кто оставил Дьюи в ящике с целью защитить его от холода.
Кот был официальным членом Общества библиотечных кошек. Были придуманы правила Дьюи для библиотечных котов.
Он получил дальнейшее признание, когда снялся в документальном фильме Гэри Ромы «Кот в книгах» в конце 1990-х годов, и его известность распространилась по всему миру. Он появился в календарях и обсуждался в эпизоде сериала Пола Харви «Остальная часть истории» в июне 1999 года. В 2004 году он появился в японском документальном фильме и стал культовым в этой стране. Изображённый на открытках, продаваемых Публичной библиотекой друзей Спенсера, Дьюи помог собрать 4000 долларов для учреждения к 2005 году.

## Поздние годы. Наследие
В раннем возрасте у Дьюи был диагностирован мегаколон, который, как ожидалось, сократит его продолжительность жизни. Состояние усугублялось его отказом есть продукты, которые облегчили бы его состояние, поскольку он был известен своей привередливостью в еде. В последующие годы он также страдал от артрита. В октябре 2006 г. у него обнаружили гипертиреоз. Незадолго до 18 ноября у него обнаружили опухоль желудка. Майрон усыпила Дьюи 29 ноября. Он достиг возраста, эквивалентного человеческому возрасту за девяносто.
Некролог Дьюи был опубликован более чем в 270 национальных и международных газетах, а о его смерти было объявлено по японскому телевидению. В декабре 2006 года прошла публичная панихида, и его кремированные останки были захоронены за пределами библиотеки. Несмотря на многочисленные предложения, руководство библиотеки наложило двухлетний мораторий на получение нового кота. В январе 2009 года правление библиотеки проголосовало за постоянный запрет на присутствие в библиотеке любых других кошек или домашних животных, чтобы избежать проблем для посетителей, страдающих аллергией.
В 2008 году Майрон совместно с Бреттом Уиттером написала книгу «Дьюи: Кот из маленькой библиотеки, который тронул мир» (Dewey: The Small-Town Library Cat Who Touched the World), занявшую первое место в списке бестселлеров документальной литературы по версии The New York Times. В книге рассказывается история жизни Дьюи в библиотеке, перемежающаяся трудностями, с которыми столкнулись город и Майрон в её личной жизни, и тем, как кот помог облегчить это бремя. Основываясь на своей первой книге, Майрон и Виттер опубликовали две детские книги: иллюстрированную для детей младшего возраста «Дьюи: в библиотеке есть кот!» (Dewey: There’s a Cat in the Library!) и для читателей среднего возраста «Дьюи: библиотечный кот» (Dewey: The Library Cat). В 2008 году Мерил Стрип получила главную роль в планируемом фильме по книге, но к маю 2012 года окончательный сценарий не был утверждён, а срок реализации фильма истекал в июне. В 2010 году Майрон и Виттер опубликовали «Девять жизней Дьюи» (Dewey’s Nine Lives), в котором подробно описаны ранее не публиковавшиеся истории о Дьюи, а также истории о других кошках, которые Майрон услышала после смерти Дьюи. В том же году вышла предназначенная для детей от 3 до 6 лет детская книга «Рождество Дьюи в библиотеке» (Dewey’s Christmas at the Library).